# 莘庄站 (地铁)
莘庄站位于中华人民共和国上海市闵行区莘庄镇莘建东路，是上海地铁1号线与5号线的地铁換乘站，也是两线的终点站，同时本站目前亦是上海地铁唯一一座所有站台都位於地面的换乘车站，也可与金山线换乘。

## 車站结构

### 车站楼层
莘庄站的結構共分两層，其中地面層為站台，地上二层为站厅。
| 地上二层 | 站厅               | 票务服务、自动售票机、人工服务台         |  |  |
| 地面层   | 出入口             | 北出入口                                 |  |  |
|          | 侧式站台，右侧开门 |                                          |  |  |
|          |                    | █ 5号线 往奉贤新城或闵行开发区（春申路） |  |  |
|          |                    | █ 5号线 终点站 落客站台                  |  |  |
|          | 侧式站台，右侧开门 |                                          |  |  |
|          | 侧式站台，右侧开门 |                                          |  |  |
|          |                    | █ 1号线 终点站 落客站台                  |  |  |
|          |                    | █ 1号线 往富锦路（外环路）               |  |  |
|          | 侧式站台，右侧开门 |                                          |  |  |
|          | 出入口             | 南出入口                                 |  |  |

### 站线配置
运营中莘庄站1、5号线均为站后折返，5号线设至莘庄辅助停车场的出入库线，另有1号线、5号线联络线。1号线的站后折返线按6节编组设计，列车扩编至8节后折返线长度不够，车辆无法达到ATP停车点，需要司机二次对位，且两股折返线进路信号相互冲突。为了提高折返效率，2018年1月7日——1月18日，1号线莘庄站进行道岔改造，在站前设置交叉渡线和5号线联络线。到2019年，最小折返间隔2分45秒（22对/小时），是牵制1号线运能的主要因素。5号线方面，折返线最初实际为曲线结构，且道岔侧向限速较低，设计折返能力为4节编组163秒，经GoA3信号改造后可以达到135.5秒，距离运营实际需要的6节编组133秒还有差距。2022年春节5号线木枕交叉渡线到达使用年限后，进行了更换。
在天芸的设计图上，5号线原曲线折返线将拉直，并在原折返线位置上建设桩基。该图中也在1号线富锦路方向站台南侧绘制了第三条站线（但该图并未绘制西侧的折返线）。

### 车站出口
莘庄站共有3个出入口，其中北侧2个（1个停用），南侧设有1个人行天桥跨铁路出入口。2025年1月17日起，为配合上盖综合开发项目施工以及金山线铁路莘庄站的启用，原北1出口和北2出口停用，并启用新建的北1出口。目前，南出口和北1出口作为铁路莘庄站和地铁莘庄站的共用出入口。2025年4月25日起，南1出口和该出入口配套的手扶梯及无障碍电梯启用；而2025年4月25日至12月31日，南2出口和该出入口配套的手扶梯及无障碍电梯（斜挂梯）暂停使用。

各出入口如下所示：
| 出口编号                 | 出口指示             | 照片 |
| ------------------------ | -------------------- | ---- |
| 北 · 1 · 出口 · （设有） | 莘建东路，水清南路   |      |
| 北 · 2 · 出口 · （设有） | 莘建东路（暂停使用） |      |
| 南 · 出口 · （设有）     | 梅陇西路，莘朱路     |      |
| 图例： 设有 \| 设有      |                      |      |

- 2015年的南出口天桥
- 2018年的南出口临时天桥
- 2025年1月17日前的北1出口

## 接驳交通

### 公交
- 北广场始发：153、173、189、708、763、莘庄1路、莘庄2路、莘庄3路
- 南广场始发：143、725、873、闵行9路、闵行25路、闵行30路、闵行41路、莘金专线、莘南专线、机场九线
- 途经线路：125、150、166、704B、700、712、747、759、816、831、闵行1路、闵行6路、闵行12路、闵行20路、闵行31路、徐闵线、徐闵夜宵专线、松莘线、松莘线B线

## 事故
莘庄站发生的两起事故均与连接南出口横跨沪昆铁路的天桥有关：
- 2016年7月6日14时10分左右，一名男子从该天桥上跳下，与一列正好驶过的金山线列车相撞。事故造成该男子当场死亡，金山线列车短暂停车[10]。
- 2021年7月26日，天桥的顶棚被台风烟花吹飞，砸坏下方沪昆铁路的接触网，造成沪昆铁路行车受到影响[11]。

## 未来发展
由于莘庄地区及周边的快速发展，莘庄站正在改造，即将成为莘庄综合交通枢纽。建成后的交通枢纽将集轨道交通站点、通勤铁路站点、公交枢纽等于一身，成为上海西南地区重要的交通枢纽。此外，该工程也将联通水清路和都市路。而原有的沪昆铁路天桥等将拆除。施工期间，莘庄站原有功能不受影响。项目预计曾计划于2022年整体竣工交付，现延迟至2026年。
2014年6月26日，项目正式动工兴建。2016年11月29日，南出口临时通道启用，原南出口封闭。。2017年2月，裙楼即将进入拆除阶段，北广场东侧钢架通道和西侧临时通道启用。2017年3月31日，北广场裙楼正式进入拆除阶段。截至2017年7月，北广场裙楼拆除完毕。2022年，项目的关键工程——上跨1号线、5号线和沪昆铁路的大平台正式开工。2023年11月17日，为配合天荟铁路大平台施工，车站南出入口新建的人行天桥正式启用，11月24日，原有南出入口天桥封闭。
| L3 | 空中平台（公民广场） | 水清路、都市路、天薈入口 |
| L2 | 换乘层               | 地铁、国铁莘庄站站厅     |
| L1 | 北广场               | 公交车、出租车、非机动车 |
| L1 | 站台                 | 地铁、国铁莘庄站站台     |
| L1 | 南广场               | 公交车、出租车、非机动车 |